# الخضر بن ثروان
أبو العبّاس الخضر بن ثروان بن عبد الله الثعلبي التوماثي (1111 - 1185) لغوي وشاعر جزري من أهل القرن الثاني عشر الميلادي، ولد بها ونشأ بميافارقين، وكان ضريرًا، قرأ الأدب على الجواليقي، والفقه على ابن الآبنوسي. سكن ببغداد، وكان حافظًا لأصول اللغة عالمًا بها، يحفظ شعر الهذليين والمجمل وأخبار الأصمعي وشعر رؤبة وذي الرمة. صادفه السمعاني بنيسابور سنة 544 هـ، وتوفي ببخارى . 

## سيرته
هو الخضر بن ثروان الخضر بن ثروان بن أحمد الثعلبي التوماثي الفارقي الجزري، أبو العباس. ولد سنة 505 هـ/ 1111 م بالجزيرة وأصله من توماثا (قرب برقعيد من بقعاء الموصل) ونشأ في ميافارقين. ثم قدم بغداد شابا، وتفقه بها للشافعي على أبي الحسن الأبنوسي وسمع الحديث وقرأ الأدب على ابن الجواليقي والنحو على ابن الشجري. وكان حافظًا لأصول اللغة عالمًا بها، يحفظ شعر الهذليين والمجمل وأخبار الأصمعي وشعر رؤبة وذي الرمة وغيرهما من المخضرمين وأهل الإسلام والجاهلية.

قال عنه ياقوت «لقيته بمرو وسرخس ونيسابور في سنة أربع وأربعين وخمسمائة، وسألته عن مولده فقال سنة خمس وخمسمائة» اثنى عليه في معجميه وأورد شيئا من شعره.

توفي أبو العباس الضرير سنة 580 هـ/ 1185 م في بخارى.

## شعره
من شعره قوله: